# Pedmore
Pedmore – osada w Anglii, w hrabstwie West Midlands, w dystrykcie Dudley. Leży 9 km od miasta Dudley. W 1951 roku civil parish liczyła 1366 mieszkańców. Pedmore jest wspomniana w Domesday Book (1086) jako Pevemore.

## Etymologia
Źródło:

Nazwa miejscowości na przestrzeni wieków:
- XI w. – Pevemore
- XIII. – Pebmore i Pebbmer